# Rhescuporis IV du Bosphore
Pour les articles homonymes, voir Rhescuporis.
Tiberius Julius Rhescuporis Philocaesar Philoromaios Eusebes (en grec moderne : Τιβέριος Ἰούλιος Ῥησκούπορις Φιλόκαισαρ Φιλορώμαίος Eυσεbής), plus connu sous le nom de Rhescuporis IV (en grec moderne : Ῥησκούπορις Δ'), mort en 276, est un roi du Bosphore de la dynastie Tibérienne-Julienne qui règne de 242 à 276.

## Biographie

### Origine
L'origine de Rhescuporis IV est inconnue ; il est présenté alternativement comme le fils de Sauromatès III ou celui d'Ininthimeos.

### Règne
Rhescuporis IV se présente dans une inscription comme « issu des rois », ce qui implique sa volonté de se présenter comme un roi légitime appartenant à la dynastie du royaume du Bosphore.
Pendant son long règne, il émet des monnaies avec la légende « ΒΑΣΙΛΕΩΣ ΡΗΣΚΟΥΠΟΡΙΔΟΣ » et sur lesquelles figurent au revers les nombreux empereurs romains dont il est le contemporain : Gordien le Pieux (an 536 de l'ère du Pont), Philippe l'Arabe (an 541), Dèce (an 546), Trébonien Galle, Volusien ou Hostilien (an 548), Valérien et Gallien face à face, puis Gallien seul (an 560 & 563).
Jusqu'à ce que de nouvelles découvertes ne viennent combler les lacunes dans la suite de ses émissions monétaires, les spécialistes ont considéré que les séries de pièces émises à cette époque concernaient des rois « Rhescuporis » différents, auxquels ils avaient affecté des numéros d'ordre. Désormais, à l'inverse, on estime qu'il n'est pas complètement impossible que Rhescuporis IV soit le même souverain que Rhescuporis III, dont le règne aurait été scindé en deux par celui d'Ininthimeos.
Pendant le règne de Rhescuporis IV, un dynaste nommé Pharsanzès émet également des monnaies en 253/254. Bernard Karl von Koehne, suivi par de nombreux spécialistes, soutenait l'hypothèse que l'ancienne lignée de rois du Bosphore s'était terminée avec Sauromatès III, Rhescuporis IV et Rhescuporis V, et que des souverains porteurs de noms iraniens (Pharsanzès, Syngès, Teiranès, Thothorsès et Rhadamsadès) constituaient une lignée d'usurpateurs d'origine scythe qui s'était substituée aux anciens monarques. En effet selon Zosime, sous le règne de Valérien et de Gallien : 

« Les Boranes tâchèrent aussi de traverser en Asie, et y traversèrent en effet par le secours des habitants du Bosphore, qui leur fournirent des vaisseaux... Tant que ces habitants furent gouvernés par des rois qui arrivaient au royaume par droit de succession, ils empêchèrent les Scythes de passer en Asie....Mais depuis que la race royale fut éteinte, et que des personnes obscures se furent emparées du gouvernement, la défiance qu’ils avaient de leur faiblesse les obligea de passer les Scythes dans leurs vaisseaux. »

Cette possibilité de changement radical de dynastie est désormais fortement remise en cause et l'on considère que des unions répétées entre les rois et des princesses d'origine scythe est à l'origine de cette modification de l'onomastique.

### Postérité
Rhescuporis IV est généralement considéré comme le père de son corégent et successeur Sauromatès IV, qui émet des monnaies en 275/276, et celui de Julius Thothorsès. Par contre, Teiranès, qui s'impose comme roi entre 275 et 278, est considéré alternativement comme son fils ou son frère.

## Famille

### Mariage et enfants
De son union avec une femme inconnue, il eut :
- Sauromatès IV ;
- Thothorsès ;
- Peut-être Teiranès selon certaines sources.